# Le Monteil-au-Vicomte
Le Monteil-au-Vicomte är en kommun i departementet Creuse i regionen Nouvelle-Aquitaine i de centrala delarna av Frankrike. Kommunen ligger i kantonen Royère-de-Vassivière som tillhör arrondissementet Aubusson. År 2022 hade Le Monteil-au-Vicomte 217 invånare.

## Befolkningsutveckling
Antalet invånare i kommunen Le Monteil-au-Vicomte
Referens:INSEE